# 庇护九世镇
庇护九世镇（葡萄牙語：Pio IX）是巴西皮奥伊州的一个市镇。总面积1948.843平方公里，总人口17184人，人口密度8.8人/平方公里。